# Korey Cooper
Korey Cooper, född Korene Marie Pingitore 21 juli 1972 i Kenosha, Wisconsin, är en amerikansk keyboardist, gitarrist och backupsångare för det kristna rockbandet Skillet. Hon är gift med John Cooper, sångare och basist i bandet. De har två barn, Alexandria (född 2002) och Xavier (född 2005).

## Diskografi

### Med Skillet
Studioalbum
- 1998 – Hey You, I Love Your Soul
- 2000 – Invincible
- 2001 – Alien Youth
- 2003 – Collide
- 2006 – Comatose
- 2008 – Awake
- 2016 – Unleashed
- 2019 – Victorious

Livealbum
- 2000 – Ardent Worship
- 2008 – Comatose Comes Alive